# Leo D. Maloney
Leo D. Maloney (né le 4 janvier 1888 à San José, États-Unis - mort le 2 novembre 1929 à New York, États-Unis) est un acteur américain, réalisateur, producteur  et scénariste de films muets. En tant qu'acteur, il joua dans 183 films. Il réalisa quarante-huit films,en produisit treize et signa le scénario de dix films.

## Biographie
Maloney a été propriétaire du Studio Léo Maloney situé dans les montagnes de San Bernardino, en Californie du Sud. Plusieurs westerns ont été tournés aux débuts du studio, qui produisait des orangeraies et comprenait une petite communauté de trente-cinq personnes y demeurant toute l'année. Le dernier film que Maloney a réalisé et produit, Overland Bound, fut l'un des premiers films parlants. Lors d'une fête donnée pour ce film, Maloney eut une crise cardiaque qui lui fut fatale.

## Filmographie

### Acteur
- 1911 : Why the Sheriff is a Bachelor
- 1912 : The Bugle Call
- 1912 : The Doctor's Double'
- 1912 : The Reckoning
- 1912 : A Gentleman of Fortune
- 1912 : Hard Luck Bill : Tom
- 1913 : Gilt Edge Stocks : John Coleman - Maude's Sweetheart
- 1913 : The Foot Print Clue : Harry - Laura's Sweetheart
- 1913 : In Peril of His Life
- 1913 : The Express Car Mystery : Black Dugan - a Loafer
- 1913 : The Runaway Freight : Rand  a Freight Conductor
- 1913 : The Silent Warning : Carlino - Ralph's Assistant
- 1913 : The Hermit's Ruse
- 1913 : The Battle at Fort Laramie
- 1913 : A Demand for Justice : Jason Williams - an Attorney
- 1913 : The Little Turncoat : Colonel James
- 1914 : Cactus Jake, Heart-Breaker : Cactus Jake
- 1914 : The Escape on the Limited : Sheridan - Central Office Detective
- 1914 : The Black Diamond Express : Dick Malling - an Aeronaut
- 1914 : The Man from the East : Ranch Foreman
- 1914 : The Flying Freight's Captive : Billy Melville - Passenger Conductor
- 1914 : Saved by a Watch : Heffron
- 1914 : The Stolen Engine : Duncan - Locomotive Engineer
- 1914 : The Rival Stage Lines : David Patrick
- 1914 : The Scapegoat : Jack Turner
- 1914 : The Sheriff's Reward : The Foreman
- 1914 : The Hazards of Helen : Duncan
- 1914 : The Telltale Knife : Le Sheriff
- 1914 : Why the Sheriff Is a Bachelor : Frère d'Alice
- 1914 : Jimmy Hayes and Muriel : Lieutenant Manning
- 1914 : The Mexican : Sim Heflin
- 1914 : The Way of the Redman : The Gambler
- 1914 : The Rival Railroad's Plot : Henley - the Rival Railroad's Spy
- 1914 : The Express Messenger : Flint - a Crook
- 1914 : A String of Pearls : Dominick Perazzo
- 1914 : The Flaw in the Alibi : Howard Blair - Fielding's Cashier
- 1914 : A Man's Soul : Harry Keener
- 1914 : The Stolen Rembrandt : Sheroowd - a Fortune Hunter
- 1914 : The Nurse and the Counterfeiter : Haggard - a Counterfeiter
- 1914 : Under Desperation's Spur : Will Redding - Revenue officer
- 1914 : Fast Freight 3205 : Jamison - Telegraph Operator at Crow's Landing
- 1914 : The Refrigerator Car's Captive : Richard Buckley
- 1914 : The Delayed Special : Rand - Chief Dispatcher
- 1914 : A Million in Jewels : Seelam Isham - Oonah's Cousin
- 1914 : The County Seat War : Fisher - Rodney's Chum
- 1914 : Playing for a Fortune : Jim - Leader of the River Pirates
- 1914 : Explosive 'D' : Alstyne - a Foreign Spy
- 1915 : The Girl and the Game : Paul Storm
- 1915 : When Rogues Fall Out
- 1915 : A Desperate Leap
- 1915 : The Mettle of Jerry McGuire
- 1915 : The Brave Deserve the Fair
- 1915 : The Girl and the Mail Bag : Hankey
- 1915 : Her Slight Mistake : Jack
- 1915 : The Auction Sale of Run-Down Ranch : Reddy
- 1915 : The Range Girl and the Cowboy : Buck, the Rustler
- 1915 : How Weary Went Wooing
- 1915 : Never Again
- 1915 : A Lucky Deal : Joe
- 1915 : The Gold Dust and the Squaw : Ned
- 1915 : The Taking of Mustang Pete : Jim Bradley
- 1915 : The Child, the Dog and the Villain : Burnes
- 1915 : A Deed of Daring : Daniels Night Operator
- 1915 : A Wild Ride : Haley - le pompier
- 1915 : The Midnight Limited : Wheeler - a Yeggman
- 1915 : In Danger's Path : Warren - Railroad Detective
- 1915 : Near Eternity : Hume - a Quarryman
- 1915 : The Pay Train : Tony - a Mexican Section Hand
- 1915 : The Human Chain : Morton - the Baggageman
- 1915 : A Railroader's Bravery : Le lieutenant du chef
- 1915 : The Broken Train : Norris - a Crook
- 1915 : The Wild Engine : Chief Dispatcher Bond
- 1915 : The Box Car Trap : * Jim - ami d'enfance de Chalie
- 1915 : A Race for a Crossing : Billy - a Lineman
- 1915 : The Girl Engineer : Tom Walker - Owner of the Hope Mine
- 1915 : The Girl on the Trestle : Bill Roody - Teamster
- 1915 : A Life in the Balance : King - Brakeman
- 1915 : The Girl at Lone Point : Billy Garwood - Express Messenger
- 1915 : The Railroad Raiders of '62 : Harcourt - a young soldier
- 1915 : The Death Train : Savage - a Railroad Detective
- 1915 : The Man from Texas : Fired Foreman
- 1915 : The Red Signal : Brent - the Night Operator
- 1915 : The Escape on the Fast Freight : Bill - a Tramp
- 1915 : The Broken Circuit : Thompson - Construction Foreman
- 1915 : The Leap from the Water Tower : Wadsworth - a Freight Engineer
- 1915 : A Militant School Ma'am : Jerald Bruce
- 1916 : The Girl Detective
- 1916 : A Lass of the Lumberlands : Tom Dawson
- 1916 : A Mistake in Rustlers : Sheriff
- 1916 : The Manager of the B & A : Dan Oakley
- 1916 : The Diamond Runners : Inspecteur Hudson
- 1916 : Judith of the Cumberlands : Creed Bombright
- 1916 : Whispering Smith : DuSang
- 1917 : The Lost Express : Pitts
- 1917 : The Railroad Raiders : Wallace Burke
- 1918 : Wolves of the Range
- 1918 : A Fight for Millions
- 1919 : The Arizona Cat Claw : Asa Harris
- 1919 : The Spitfire of Seville : Pedro
- 1919 : The Captive Bride
- 1919 : Riding Wild
- 1919 : The Secret Peril
- 1920 : One Law for All
- 1920 : The Honor of the Range
- 1920 : The Lone Ranger
- 1920 : The Great Round-Up
- 1920 : Red Hot Trail
- 1920 : The Fatal Sign : Jerry
- 1921 : Ghost City : Jim Hendricks
- 1921 : The Wolverine : Charlie Fox
- 1921 : No Man's Woman : Cullen
- 1922 : Here's Your Man
- 1922 : The Western Musketeer : Ranger
- 1922 : One Jump Ahead
- 1922 : Man Tracker
- 1922 : His Enemy's Friend
- 1922 : The Drifter
- 1922 : Out o' My Way
- 1922 : The Bar Cross War
- 1922 : Rough Going : Harvey Gage
- 1922 : Laramie and Me
- 1922 : Deputized
- 1922 : Come and Get Me
- 1922 : His Own Law
- 1922 : The Test
- 1922 : Out of the Storm
- 1922 : Heads or Tails
- 1922 : Ambushed
- 1922 : Forty-Five Calibre Law
- 1922 : Eight Four One Two
- 1922 : Nine Points of the Law : Fred Cullen
- 1922 : Santa Fe Mac
- 1922 : Under Orders
- 19293 : King's Creek Law : Tom Hardy
- 1923 : Warned in Advance : Tom Boom
- 1923 : In Wrong Right
- 1923 : Yellow Gold and Men
- 1923 : Steel Shod Evidence : Buck Sinclair
- 1923 : Partners Three : Harmony Larkin
- 1923 : The Rum Runners
- 1923 : Tom, Dick and Harry
- 1923 : Hyde and Zeke
- 1923 : The Unsuspecting Stranger : John Green
- 1923 : Wings of the Storm
- 1923 : 100% Nerve : Gene Miller
- 1923 : When Fighting's Necessary
- 1923 : The Extra Seven
- 1923 : Partners Three
- 1923 : Double Cinched : Lem Burke
- 1923 : Lost, Strayed or Stolen : David Phillips
- 1923 : Smoked Out : Matt Rogers
- 1923 : Border Law : Ranger Chuck Williams
- 1923 : Under Suspicion
- 1924 : The Loser's End : Bruce Mason
- 1924 : Not Built for Runnin : Sonny Jack Parr
- 1924 : The Perfect Alibi : Mack McGregor
- 1924 : Riding Double : Hoss Martin
- 1924 : Payable on Demand : Buck McDavid
- 1924 : Huntin' Trouble : Clay Rathbun
- 1924 : Headin' Through : Bob Baxter
- 1925 : Luck and Sand : Jim Blake
- 1925 : Ranchers and Rascals : Harvey Martin
- 1925 : Win, Lose or Draw : Ward Austin/BenAustin
- 1925 : The Blood Bond : Burr Evans
- 1925 : Flash o' Lightning : Flash Lightnin'/Richard Coakley
- 1925 : Across the Deadline : Clem Wainwright
- 1925 : Revenge of the Range : Chuck Williams
- 1925 : The Shield of Silence : Nathan Holden
- 1925 : The Trouble Buster : Harvey Martin
- 1926 : The Outlaw Express : Miles Wayburn
- 1926 : The High Hand : Sandy Sands
- 1926 : Without Orders : Dale Monroe
- 1926 :  The Blind Trail : Bob Carson
- 1927 : The Devil's Twin  : Honest John Andrews et Georg Andrews
- 1927 : Border Blackbirds : Bart Evans
- 1927 : Two-Gun of the Tumbleweed : Two-Gun
- 1927 : Don Desperado : Leo McHale
- 1927 : The Man from Hard Pan : Robert Alan
- 1927 : The Long Loop on the Pecos : Jim Rutledge
- 1928 : The Vanishing West : Jack Trent
- 1928 : Vultures of the Sea
- 1928 : The Apache Raider (en) : Apache Bob
- 1929 : Overland Bound : Lucky Lorimer
- 1929 : The Fire Detective : Chef Carson
- 1929 : Yellow Contraband : Leo McMahon/Blackie Harris

### Réalisateur
- 1925 : Across the Deadline
- 1928 : The Bronc Stomper